# Sorbus pontica
Sorbus pontica är en rosväxtart som beskrevs av T.I. Zaikonnikova. Sorbus pontica ingår i släktet oxlar, och familjen rosväxter. Inga underarter finns listade i Catalogue of Life.